# Idiocorinae
Idiocorinae – podrodzina wodnych pluskwiaków różnoskrzydłych z rodziny Helotrephidae.

## Opis
Ciało spłaszczone. U osobników dorosłych wszystkie stopy przednie i środkowe jedno-, a tylne dwuczłonowe. Tarczka co najmniej tak długa jak szeroka. Brak szwu między głową a przedpleczem. Czułki jednoczłonowe, talerzowate. Pokładełko samic nieobecne.

## Występowanie
Pluskwiaki te występują w Afryce, na obszarze Jeziora Tanganiki.

## Systematyka
Do podrodziny tej należą 2 rodzaje:
- Idiocoris Esaki et China, 1927
- Paskia Esaki et China, 1927